# Burg Kaubenheim
Die Burg Kaubenheim ist eine abgegangene mittelalterliche Burg im „Mennheim“ genannten südlichen Teil von Kaubenheim, einem Gemeindeteil des Marktes Ipsheim im Landkreis Neustadt an der Aisch-Bad Windsheim in Bayern.
Die von Ritter Graf von Mennheim, nach dem der ehemalige Ort benannt ist, bewohnte Burg wurde vermutlich 1381 zerstört. Von der wahrscheinlich auf einer künstlich angelegten Erhöhung gelegenen Burganlage ist nichts erhalten.